# Rio Bătarci
O Rio Bătarci é um rio da Romênia afluente do Rio Batar, localizado no distrito de Satu Mare.